# Lionel Gendarme
Lionel Gendarme (20 februari 1989) is een voormalig Belgisch voetballer.

## Carrière
Gendarme genoot zijn jeugdopleiding bij onder andere Standard Luik. In het najaar van 2006 ondertekende hij een profcontract bij de Luikse club. Als jonge twintiger tekende hij Levante UD, maar in januari 2011 haalde toenmalig tweedeklasser Oud-Heverlee Leuven hem terug naar België. Via de beloftenploeg werkte hij zich op naar het eerste elftal, waarna hij op 27 augustus 2011 zijn profdebuut mocht vieren in de competitiewedstrijd tegen KSC Lokeren (0-1-winst), waarin trainer Ronny Van Geneugden hem in de 77e minuut liet invallen voor Thomas Azevedo. Op 18 november 2011 kreeg hij, uitgerekend tegen zijn ex-club Standard, zijn eerste basisplaats in de Jupiler Pro League.
In december 2011 en januari 2012 kreeg hij veel speelminuten van Ronny Van Geneugden – mede door het doorschuiven van Christophe Diandy naar het middenveld –, maar daarna kwam Gendarme nog nauwelijks in het stuk voor. Gendarme zette daarop een stap terug naar tweedeklasser KV Oostende, waarmee hij in zijn debuutseizoen de titel veroverde in Tweede klasse, weliswaar niet als vaste waarde in de ploeg van trainer Fred Vanderbiest. In de zomer van 2013 tekende Gendarme, in navolging van zijn Oostendse ploegmaat Jamaïque Vandamme, bij derdeklasser Union Sint-Gillis. Bij de elfvoudige kampioen was Gendarme wél titularis, waarop de kersverse club Seraing United hem in navolging van Yahya Boumediene van Brussel naar Luik haalde.
Na één seizoen bij Seraing United verhuisde Gendarme naar vierdeklasser RDC de Cointe-Liège. Ook hier bleef hij maar één seizoen, want in 2016 stapte hij over naar Solières Sport, waarmee hij twee seizoenen in Tweede klasse amateurs speelde. In het voorjaar van 2018 verbond hij zijn lot aan RFC Warnant, maar eind november besloot Gendarme om er de deur achter zich dicht te trekken. De verdediger droeg in de provinciale reeksen nog wel het shirt van RU Momalloise, Fraiture FC en ES Vaux-Noville.
In het najaar van 2024 kreeg Gendarme een plek in de trainersstaf van het vrouwenelftal van RCS Verlaine.

## Clubstatistieken
| Seizoen         | Club                | Land            | Competitie                   | Competitie | Competitie | Beker | Beker | Totaal | Totaal |
| Seizoen         | Club                | Land            | Competitie                   | Wed.       | Dlp.       | Wed.  | Dlp.  | Wed.   | Dlp.   |
| --------------- | ------------------- | --------------- | ---------------------------- | ---------- | ---------- | ----- | ----- | ------ | ------ |
| 2010/11         | OH Leuven           | Vlag van België | Tweede klasse                | 0          | 0          |       |       | 0      | 0      |
| 2011/12         | OH Leuven           | Vlag van België | Jupiler Pro League           | 9          | 0          | 0     | 0     | 0      | 0      |
| 2012/13         | KV Oostende         | Vlag van België | Tweede klasse                | 11         | 0          | 4     | 0     | 15     | 0      |
| 2013/14         | Union Sint-Gillis   | Vlag van België | Derde klasse B               | 28         | 3          |       |       | 28     | 3      |
| 2014/15         | Seraing United      | Vlag van België | Tweede klasse                | 10         | 0          |       |       | 10     | 0      |
| 2015/16         | RDC de Cointe-Liège | Vlag van België | Vierde klasse D              |            |            |       |       |        |        |
| 2016/17         | Solières Sport      | Vlag van België | Tweede klasse amateurs ACFF  |            |            |       |       |        |        |
| 2017/18         | Solières Sport      | Vlag van België | Tweede klasse amateurs ACFF  |            |            |       |       |        |        |
| 2018/19         | RFC Warnant         | Vlag van België | Derde klasse amateurs ACFF B |            |            |       |       |        |        |
| 2019/20         | RU Momalloise       | Vlag van België | Tweede prov. Luik A          |            |            |       |       |        |        |
| 2020/21         | Fraiture FC         | Vlag van België | Derde prov. Luik A           |            |            |       |       |        |        |
| 2021/22         | ES Vaux-Noville     | Vlag van België | Eerste prov. Luxemburg       |            |            |       |       |        |        |
| Carrière totaal | Carrière totaal     | Carrière totaal | Carrière totaal              | 58         | 3          | 4     | 0     | 62     | 3      |